# Sinningia tubiflora
Sinningia tubiflora là một loài thực vật có hoa trong họ Tai voi. Loài này được (Hook.) Fritsch miêu tả khoa học đầu tiên năm 1894.